# Théophile Guibal

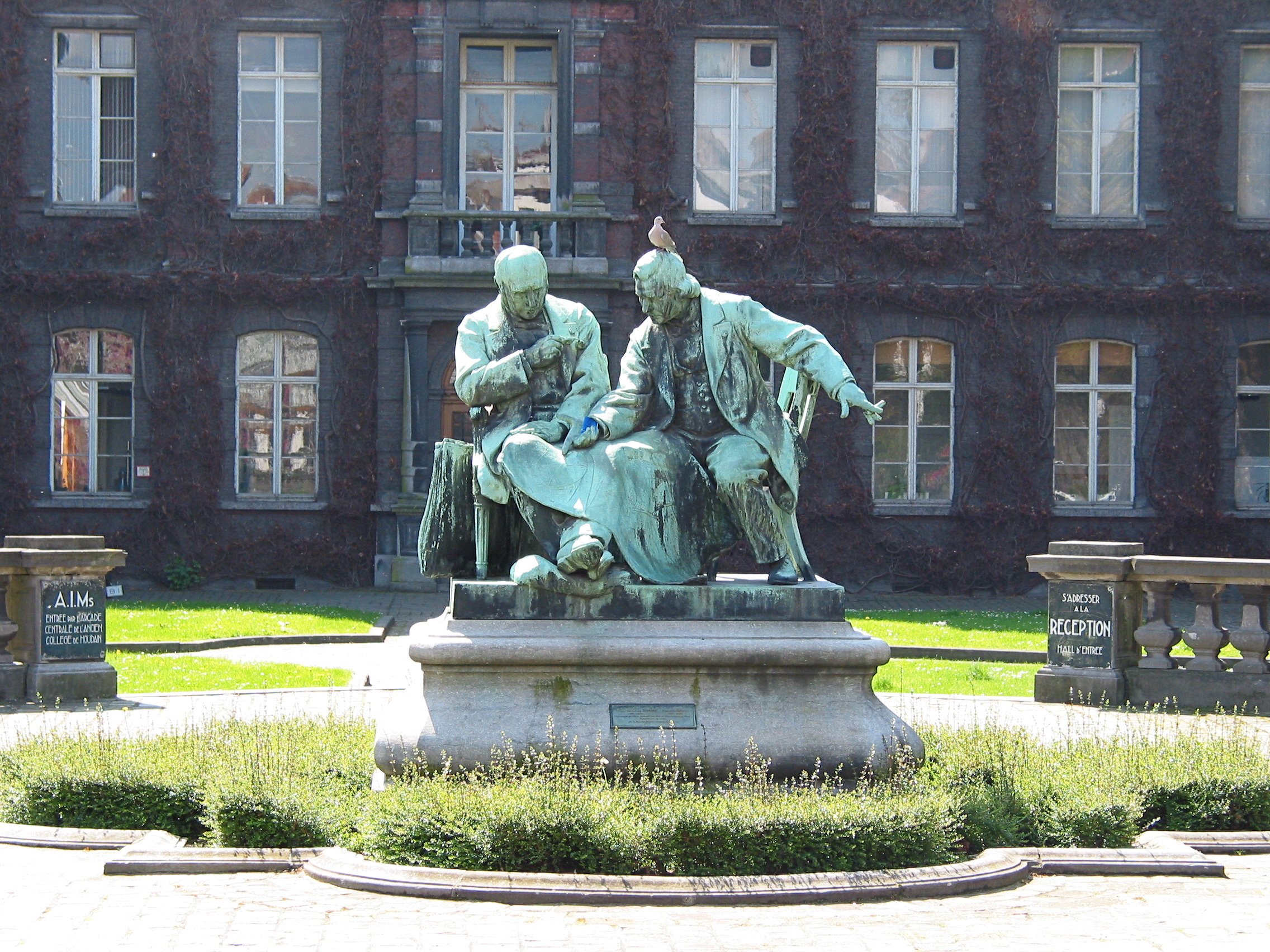
Standbeeld van Théodore Guibal en Alphonse Devillez, de twee oprichters van l’École des mines

Théophile Guibal (Toulouse, Frankrijk, 31 juli 1814 - Morlanwelz, België, 16 september 1888) was een Franse mijnbouwingenieur en uitvinder. 
Hij studeerde af aan de École centrale Paris in Parijs in 1835 en stond aan de wieg van de Polytechnische Faculteit te Bergen.
Hij vond een ventilator uit die zijn naam draagt, de Guibal ventilator. Zonder deze ventilator zou ontmijning op grote diepte onmogelijk geweest zijn. 
Zijn dochter Marie Zélie Henriette Rosine Guibal (1843 - 1889) was getrouwd met de Belgische industrieel en uitvinder Lucien Guinotte.